# Сражение при Вертьере
Сражение при Вертьере (фр. Bataille de Vertières) — последнее сражение между гаитянскими повстанцами и французскими экспедиционными войсками, произошедшее 18 ноября 1803 года на севере Сан-Доминго (современное Гаити) недалеко от Кап-Франсе (сейчас Кап-Аитьен). Ознаменовало собой окончание Гаитянской революции.
В мае 1803 года верховным главнокомандующим повстанцев стал генерал Ж.Ж. Дессалин, который неоднократно наносил поражение французской армии, заняв Жакмель 17 сентября 1803 года и Порт-о-Пренс в октябре.
К концу 1803 года французские экспедиционные войска были уничтожены желтой лихорадкой, и их численность сократилась до 3200 солдат, закрепившихся под командованием генерала Рошамбо в Кап-Франсе.
Когда повстанцы в Сан-Доминго узнали, что началась снова война между Великобританией и Францией и Рошамбо был отрезан британским флотом, который заблокировал порт Кап, 16 ноября они сосредоточились для последней атаки на Кап и окружающие его укрепленные посты. Армия Дессалина включала 15 000 человек.
Утром 18 ноября 1803 года началось сражение. Генералы Анри Кристоф и Жак Ромен захватили морны (холмы), возвышающиеся над Капом, и основные бои сосредоточились на фортах Бреды и Вертьера. Форт Вертьер, расположенный юго-западнее города, представлял собой холм, усеянный дюжиной блокгаузов, выше которых были размещены артиллерийские орудия. Французы не соединили эти блокгаузы сплошным частоколом, но огонь из них позволял вести перекрёстный огонь по наступающему противнику.
Оставив Бреду в стороне, повстанцы направились к Вертьеру. Французы, умело используя артиллерию форта и перекрёстный огонь из блокгаузов, смогли отразить три последовательные атаки гаитянцев, наступавших колоннами. 
Дессалин приказал захватить французскую батарею, расположенную на холме Шаррье, доминирующем на поле боя. Тропа, ведущая на холм, проходила прямо перед Вертьером, где пересекала мост, постоянно обстреливаемый картечью. Офицер повстанцев Франсуа Капуа по прозвищу Смерть (Ла-Морт) мужественно возглавил атаку на глазах у генерала Рошамбо. Повстанцам удалось перейти мост, но внезапный проливной дождь остановил боевые действия.
Повстанцы потеряли около 1200 человек и имели 2000 раненых, тогда как у французов было 130 убитых и 400 раненых. Так как к вечеру две трети французских защитников форта были убиты или ранены (внутри одного из блокгаузов взорвался бочонок с порохом), той же ночью Рошамбо созвал военный совет, на котором было принято решение покинуть остров.
На следующее утро начались переговоры, продлившиеся целый день. Вечером было подписано соглашение. Рошамбо было предоставлено десять дней на то, чтобы эвакуировать форт Вертьер, посадить на корабли остатки своей армии и покинуть Сан-Доминго.